# N-Butylamine
La n-butylamine est une amine de formule CH3-CH2-CH2-CH2-NH2. Ce composé fait partie des quatre isomères aminés dérivés du butane. Ces dérivés se nomment de manière générale des butylamines.

## Propriétés
Ce liquide incolore a l'odeur typique des amines, celle de poisson pourri, ressemblant un peu à l'ammoniac. Il est soluble dans tous les solvants organiques.

## Utilisation
Ce composé est utilisé comme ingrédient dans la fabrication de pesticides, de produits pharmaceutiques et d'émulsifiants.

## Toxicologie
La dose létale médiane par exposition orale pour des rats est de 366 mg/kg. [réf. souhaitée]